# Thiago Santos
Thiago dos Santos (Curitiba, 5 settembre 1989) è un calciatore brasiliano, difensore del Fluminense.

## Caratteristiche tecniche
È un difensore di piede destro, in grado di ricoprire anche il ruolo di mediano.

## Statistiche

### Presenze e reti nei club
Statistiche aggiornate al 24 dicembre 2017.
| Stagione        | Squadra         | Campionato      | Campionato | Campionato | Coppe nazionali | Coppe nazionali | Coppe nazionali | Coppe continentali | Coppe continentali | Coppe continentali | Altre coppe | Altre coppe | Altre coppe | Totale | Totale | Totale |
| Stagione        | Squadra         | Comp            | Pres       | Reti       | Comp            | Pres            | Reti            | Comp               | Pres               | Reti               | Comp        | Pres        | Reti        | Pres   | Reti   |        |
| --------------- | --------------- | --------------- | ---------- | ---------- | --------------- | --------------- | --------------- | ------------------ | ------------------ | ------------------ | ----------- | ----------- | ----------- | ------ | ------ | ------ |
| 2012            | Nacional-MG     | D+MIN           | 10+9       | 1+0        | CB              | 0               | 0               |                    | -                  | -                  |             | -           | -           | 19     | 1      |        |
| 2013            | Nacional-MG     | MIN             | 11         | 0          | CB              | 0               | 0               |                    | -                  | -                  |             | -           | -           | 11     | 0      |        |
| 2013            | Araxá           | D+MIN           | 2+0        | 0          | CB              | 0               | 0               |                    | -                  | -                  |             | -           | -           | 2      | 0      |        |
| 2013            | Betim           | C+MIN           | 14+0       | 0          | CB              | 0               | 0               |                    | -                  | -                  |             | -           | -           | 14     | 0      |        |
| 2014            | Linense         | PAU             | 14         | 0          | CB              | 0               | 0               |                    | -                  | -                  |             | -           | -           | 14     | 0      |        |
| 2014            | América-MG      | B+MIN           | 22+0       | 1+0        | CB              | 2               | 0               |                    | -                  | -                  |             | -           | -           | 24     | 1      |        |
| 2015            | América-MG      | B+MIN           | 16+10      | 3+0        | CB              | 3               | 0               |                    | -                  | -                  |             | -           | -           | 29     | 3      |        |
| 2015            | Palmeiras       | A+PAU           | 13+0       | 0          | CB              | 0               | 0               |                    | -                  | -                  |             | -           | -           | 13     | 0      |        |
| 2016            | Palmeiras       | A+PAU           | 25+10      | 1+0        | CB              | 1               | 0               | CL                 | 3                  | 0                  |             | -           | -           | 39     | 1      |        |
| 2017            | Palmeiras       | A+PAU           | 25+8       | 0          | CB              | 3               | 1               | CL                 | 6                  | 0                  |             | -           | -           | 42     | 1      |        |
| Totale carriera | Totale carriera | Totale carriera | 189        | 6          |                 | 9               | 1               |                    | 9                  | 0                  |             | -           | -           | 207    | 7      |        |

## Palmarès
- Coppa del Brasile: 1

Palmeiras: 2015
- Campionato brasiliano: 2

Palmeiras: 2016, 2018
- Coppa Libertadores: 1

Fluminense: 2023